# Konciliet i Jerusalem

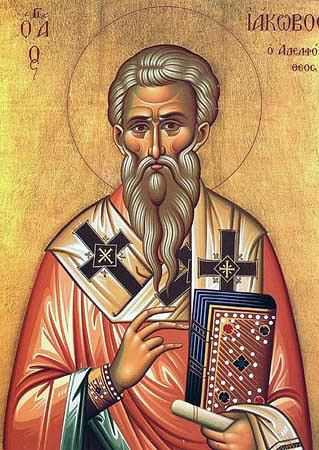
Jakob den rättfärdige.

Konciliet i Jerusalem, även apostlamötet, "det första kyrkomötet", år 49 mellan apostlarna Petrus, Johannes och Jakob ("Herrens bror") i Jerusalem och Paulus, Barnabas och Titus. Apostlamötet omnämns i Apostlagärningarna kapitel 15 och i Galaterbrevet kapitel 2.
Man avgjorde att de kristna endast måste avstå från avgudadyrkan, otukt, blod och köttet av kvävda djur, enligt Apostlagärningarna. Förbudet att förtära blod iakttogs ännu under några århundraden. Enligt Paulus själv, i Galaterbrevet 2:5–9, beslutades det endast att ledarna i Jerusalem erkände honom som apostel för de oomskurna.
Vad som egentligen togs upp på mötet är ovisst, men det handlade om vilken betydelse Lagen, det vill säga Torahn skulle ha för dem som trodde på Kristus. Det övergripande var om de skulle ha en judisk eller icke-judisk karaktär. Jakob och Paulus var varandras motpoler, och Petrus stod emellan. Eftersom Petrus vacklar i sitt beslut, blir han utskälld av Paulus.
Vid mötet avgick Paulus som segrare, och som en följd av detta flyttades den kristna rörelsens tyngdpunkt från Jerusalem i Judeen till de grekisktalande städerna i rikets östliga delar.
Jakobs anhängare kom senare att kallas för judekristna, och de flydde till staden Pella i dagens Jordanien när kriget mot Rom började år 66. Jakob hade då redan blivit lynchad av en judisk mobb i Jerusalem år 62.